# 圣安杰洛-因蓬塔诺
圣安杰洛-因蓬塔诺（義大利語：Sant'Angelo in Pontano），是意大利马尔凯大区马切拉塔省的一个市镇。总面积27.43平方公里，人口1531人，人口密度55.8人/平方公里（2009年）。ISTAT代码为043048。